# Pekinger Huguang-Gildenhalle
Die Pekinger Huguang-Gildenhalle (北京湖廣會館 / 北京湖广会馆,  Běijīng Hùguǎng Huìguǎn – „Bejinger Huguang-Versammlungshalle“) oder Pekinger Huguang-Huguan ist ein berühmtes Theater der Pekingoper (Jingju) und ein historisch bedeutende Versammlungsstätte im Pekinger Stadtbezirk Xicheng (hist. Xuanwu). Es befindet sich auf dem „Hufang Lu 3“ (虎坊路,  Hǔfáng Lù), am östlichen Ende der Luomashi Dajie (骡马市大街,  Luómǎshì Dàjiē).
Die Spielstätte wurde im Jahr 1807 in der Jiaqing-Ära der Qing-Dynastie als Theater eingerichtet und war auf der Höhe ihres Ruhmes zusammen mit dem Peking-Oper Zhengyici-Theater (正乙祠戲樓 / 正乙祠戏楼,  Zhèngyǐcí Xìlóu) als eines der „Vier Großen Theater“ über die ganze Hauptstadt bekannt. Viele berühmte chinesische Operndarsteller aus Vergangenheit und Gegenwart haben hier gespielt. 
Am 25. August 1912 wurde die Chinesische Nationalpartei (Kuomintang, kurz: KMT) auf einem Kongress der von Sun Yat-sen angeführten Revolutionären Allianz (Tongmenghui) und mehreren kleineren pro-revolutionäre Parteien in der Gildenhalle gegründet. Zusammen bildeten sie die Kuomintang, um für die ersten nationalen Parlamentswahlen der Republik China zu kämpfen. Sun, der damalige Übergangspräsident der Republik, wurde als Parteivorsitzender gewählt mit Huang Xing als seinem Stellvertreter.
Der gesamte Komplex erstreckt sich über eine große Fläche, zu den wichtigsten Gebäuden zählen das Operngebäude (戲樓 / 戏楼,  xìlóu), der Wenchang-Pavillon (文昌閣 / 文昌阁,  wénchānggé), der Xiangxian-Tempel (鄉賢祠 / 乡贤祠,  xiangxianci), das Fengyu-Huairen-Haus (風雨懷人館 / 风雨怀人馆,  fēngyǔ huáirén guǎn), die Baoshan-Halle (寶善堂 / 宝善堂,  bǎoshàntáng) und die Chuwan-Halle (楚畹堂,  chǔwǎntáng). Das Theater ist bekannt für sein prächtiges Interieur. In der Huguang-Gildenhalle befindet sich auch ein kleines Pekingoper-Museum (北京戲曲博物館 / 北京戏曲博物馆,  Běijīng Xìqū Bówùguǎn – „Beijinger Pekingoper-Museum“), welche die reiche Geschichte der Peking-Oper an dem Theater zeigt.

## Denkmal
Das Theater steht auf der Liste der Denkmäler der Regierungsunmittelbaren Stadt Peking (3–57).

## Verschiedenes
In dem bekannten Feature Song für den 100-Tage-Countdown der Olympischen Sommerspiele 2008 (Beijing huanying ni) traten die Künstler JJ Lin & A-Do an dieser Spielstätte auf.

## Galerie

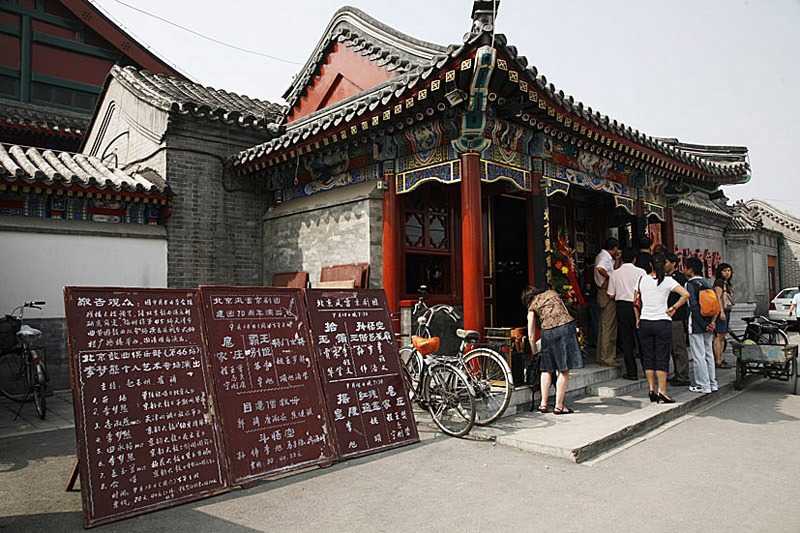
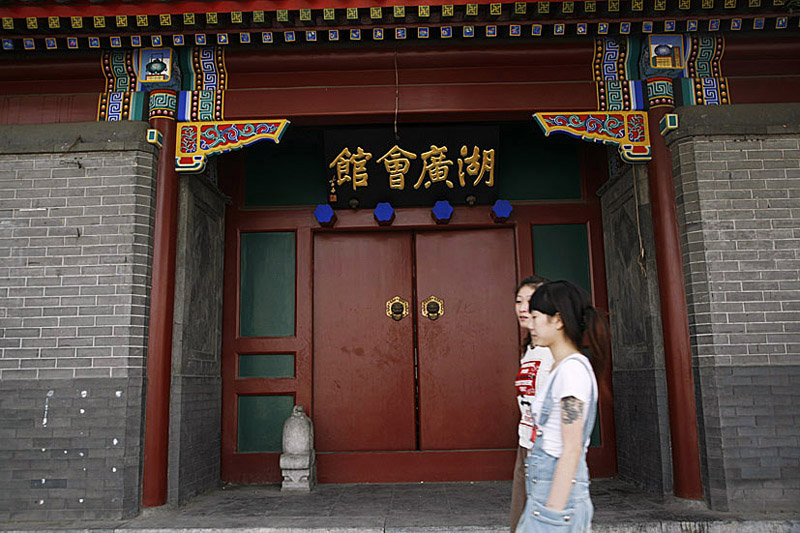